# 美國國際七人欖球賽
美國國際七人制橄欖球賽是一個每年2月在美國舉行的七人制橄欖球比賽。是IRB世界七人制橄欖球巡迴賽其中的一站。
首屆賽事於2004年舉行。2004年至2006年的三屆賽事的舉辦城市為加利福尼亞州卡森；其後三屆賽事於同在加利福尼亞州的聖地牙哥舉行。2010年則遷往內華達州的拉斯維加斯舉行。

## 歷屆冠軍
| 年份            | 比賽場地              | 銀盃賽 | 銀盃賽  | 銀盃賽 | 銀碟賽 | 銀碟賽        | 銀碟賽 |
| 年份            | 比賽場地              | 勝方   | 比數    | 負方   | 勝方   | 比數          | 負方   |
| --------------- | --------------------- | ------ | ------- | ------ | ------ | ------------- | ------ |
| 2004年 （詳細） | 卡森 加利福尼亞州     | 阿根廷 | 21 - 12 | 新西兰 | 英格兰 | 55 - 0        | 加拿大 |
| 2005年 （詳細） | 卡森 加利福尼亞州     | 新西兰 | 34 - 5  | 阿根廷 | 斐济   | 24 - 21       | 萨摩亚 |
| 2006年 （詳細） | 卡森 加利福尼亞州     | 英格兰 | 38 - 5  | 斐济   | 阿根廷 | 21 - 5        | 法國   |
| 2007年 （詳細） | 聖地牙哥 加利福尼亞州 | 斐济   | 38 - 24 | 萨摩亚 | 南非   | 28 - 19       | 苏格兰 |
| 2008年 （詳細） | 聖地牙哥 加利福尼亞州 | 新西兰 | 27 - 12 | 南非   | 斐济   | 26 - 21 (aet) | 阿根廷 |
| 2009年 （詳細） | 聖地牙哥 加利福尼亞州 | 阿根廷 | 19 - 14 | 英格兰 | 新西兰 | 22 - 7        |        |
| 2010年 （詳細） | 惠特尼 內華達州       | 萨摩亚 | 33 - 12 | 新西兰 | 南非   | 12 - 7        | 斐济   |
| 2011年 （詳細） | 拉斯維加斯 內華達州   | 南非   | 24 - 14 | 斐济   | 萨摩亚 | 26 - 15       |        |
| 2012年 （詳細） | 拉斯維加斯 內華達州   | 萨摩亚 | 26 - 19 | 新西兰 |        | 21 - 7        | 阿根廷 |
| 2013年 （詳細） | 拉斯維加斯 內華達州   | 南非   | 40 - 21 | 新西兰 | 加拿大 | 22 - 5        | 苏格兰 |

## 外部連貼
1. ↑  Official 2004 Results 的存檔，存档日期2006-12-30.
2. ↑  .   [2010-04-12]. （原始内容存档于2006-12-17）.
3. ↑  .   [2010-04-12]. （原始内容存档于2007-02-22）.
4. ↑  Official 2007 Results[永久]

- 協方網站
- 比賽結果 （页面存档备份，存于）
- IRB中的美國國際七人制橄欖球賽
- IRB世界七人制橄欖球巡迴賽 （页面存档备份，存于）